# إريك واتسون
إريك واتسون (بالإنجليزية: Eric Watson)‏ هو مخرج فيديو موسيقي ‏ ومصور بريطاني، ولد في 9 سبتمبر 1955 في Newcastle, County Down ‏ في المملكة المتحدة، وتوفي في 18 مارس 2012 بسبب نوبة قلبية.

## وصلات خارجية
- الموقع الرسمي
- إريك واتسون على موقع IMDb (الإنجليزية)
- إريك واتسون على موقع ميوزك برينز (الإنجليزية)
- إريك واتسون على موقع ديسكوغز (الإنجليزية)